# Le Mystérieux Docteur Cornélius (feuilleton radiodiffusé)
Pour les articles homonymes, voir Le Mystérieux Docteur Cornélius.
Le Mystérieux Docteur Cornélius est un feuilleton français en 35 épisodes de 28 minutes, réalisé par Alain Barroux sur une adaptation d'Édith Loria, d'après le roman homonyme de Gustave Le Rouge publié en 1912 et diffusé la première fois du 26 décembre 1977 au 14 février 1978 sur France Culture, (durée totale : 16 heures 29 minutes et 18 secondes).
Ce feuilleton fait l'objet d'une rediffusion sur France Culture du 1er juillet 2019 au 16 août 2019, en direct de 14h30 à 15h.
Musique : Jean Wiener.

## Synopsis
De New York à la Bretagne, du Grand Ouest américain à l'Île des Pendus, Gustave Le Rouge nous entraîne dans des lieux étonnants et mystérieux, où vont s'affronter deux personnages et conceptions antagonistes du monde : l'une, incarnée par le débonnaire savant français Prosper Bondonnat dont les recherches sont orientées dans le seul but d'ajouter une pierre à « l'édifice radieux de la modernité », l'autre, par le maléfique docteur Cornélius Kramm, chirurgien esthétique américain, inventeur de la « carnoplastie » (un procédé qui permet de donner à un individu l'apparence d'un autre), obsédé par la conquête du pouvoir et de l'argent…

## Distribution
- Michel Bouquet : Cornélius Kramm
- Jean Topart : Fritz Kramm
- Jean-Pierre Jorris : Baruch Jorgell
- Pierre Vaneck : Lord Burydan
- Jean Wiener : Le professeur Prosper Bondonnat
- Catherine Laborde : Mlle Frédérique Bondonnat, fille du professeur
- Julien Guiomar : Fred Jorgell, milliardaire américain
- Robert Party : William Dorgan, milliardaire américain
- Guy Tréjan : Gaston de Maubreuil, scientifique
- Maïa Simon : Mlle Andrée de Maubreuil
- Catherine Rouvel : La « Dorypha », gitane et danseuse espagnole
- Albert Médina : Edward Edmond, amant de la Dorypha
- Jean-Roger Caussimon : M. Noghi, gouverneur japonais du port de Basan
- Annie Sinigalia : Ophélia
- Denis Manuel : Harry Dorgan, ingénieur
- Catherine Hubeau : Isidora Jorgell
- Gaëtan Jor : Yvonneck, le domestique
- Lily Siou : Mistress Griffton
- Marc de Georgi : le capitaine Slugh, homme de main des frères Kramm
- William Coryn : Oscar Tournesol
- Martine Ferrière : Mrs Mac Barlott
- Marianne Épin : Régine Bombridge
- Ginette Pigeon : Signora Lorenza
- Odette Barrois : Graziella
- Gilles Guillot : Roger Ravenel
- Benoît Allemane : Pierre Gilkin

- Marc Eyraud :
- Jean Lescot :
- Jean-Paul Tribout :
- Max Vialle :
- Jean-Pierre Rambal :
- Christine Fabréga :
- Pierre Lafont :
- Danielle Volle :
- François Darbon :
- Jean Saudray

et
- Jean Martin : le récitant.